# Costa Vermella
Costa Vermella és la denominació turística (d'ençà del 1912) de l'àrea costanera de la subcomarca rossellonesa de la Marenda, la costa rocosa de la serra de l'Albera al sud del Rosselló que és la continuació geogràfica de la Costa Brava.
Comença al sud d'Argelers i es perllonga fins a l'Alt Empordà (Portbou). Fa uns 15 km en línia recta i uns 25 seguint la carretera que uneix Argelers a Cotlliure, Portvendres, Banyuls de la Marenda i Cervera. Correspon al límit est de la serra de l’Albera, la qual s'esfondra bruscament (la fondària del mar a 100 m de la costa és superior als 1000 m). Els torrents l’han retallada i una darrera ofensiva de la mar ha creat una gran quantitat de golfs i de cales. El color fosc, rogenc, de les penyes, que contrasta amb la blavor de l’aigua, en justifica el nom.

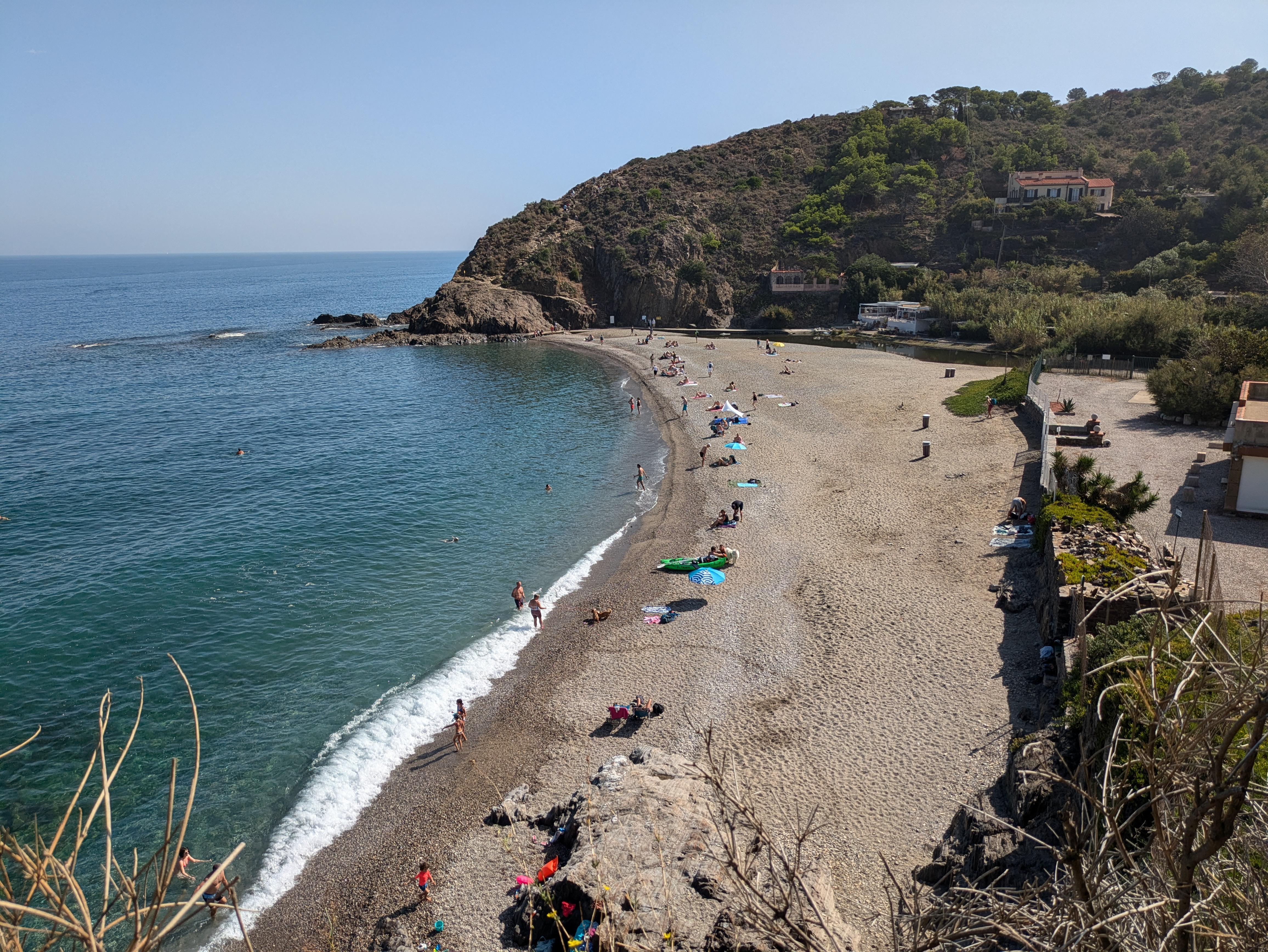
Platja de l'Olla, entre Argelers i Cotlliure.

Formen part de la Costa Vermella (de nord a sud) els següents municipis:
- Argelers de la Marenda
- Cotlliure
- Port-Vendres
- Banyuls de la Marenda
- Cervera de la Marenda

La majoria dels seus municipis també formen part del cantó de la Costa Vermella.